# 公有地
公有地 （ager publicus，拉丁語發音：[ˈaɡɛr ˈpuːblɪkʊs] ）是古罗马歷史上屬於執政當局的土地。古羅馬入侵他國後會將敌人的土地沒收，新土地此時就是公有地。罗马共和国早期，許多公有地被贵族占有。羅馬帝国時代，意大利境內的大部分公有地都分给了卢基乌斯·科尔内利乌斯·苏拉 、尤利烏斯·凱撒和格奈乌斯·庞培。